# HD 123569
HD 123569 je zvezda v ozvezdju Kentavra. Njena navidezna magnituda je 4,75.